# Бре, Мальвина
Мальвина Бре (фр. Malwine Brée; 14 марта 1851, Яблунков — 3 февраля 1937, Вена) — австрийский музыкальный педагог (фортепиано), ученица, а затем на протяжении многих лет ассистент Теодора Лешетицкого.

## Биография
Работала с юными пианистами на ранней стадии, готовя их к занятиям у Лешетицкого, — среди таких её воспитанников Артур Шнабель, Пауль Витгенштейн, Игнац Фридман.
Наиболее известна музыкально-педагогическим трудом «Основы метода Лешетицкого» (нем. Die Grundlage der Methode Leschetizky; 1902), излагающим основные принципы наставнической деятельности Лешетицкого. Немецкий оригинал этого труда и впервые опубликованный в 1905 году английский перевод А. Элсона неоднократно переиздавались на протяжении всего XX века.